# Vickers Type 207
Il Vickers Type 207 era un aerosilurante realizzato dall'azienda britannica Vickers-Armstrong all'inizio degli anni trenta.
Conosciuto anche come Vickers M.1/30 (in ragione del numero della specifica emessa dall'Air Ministry sulla cui base nacque il progetto), era un biplano monomotore, destinato ad operare imbarcato sulle portaerei della Royal Navy.
Benché introducesse tecniche costruttive innovatrici, non ebbe alcun seguito in quanto a produzione di serie.

## Storia del progetto
Nel marzo del 1930 il Ministero dell'Aviazione britannico emise la specifica n° M.1/30 con la quale veniva richiesto un nuovo aerosilurante da introdurre nei reparti in sostituzione dei Blackburn Ripon all'epoca in servizio.
Furono complessivamente tre le aziende che parteciparono al successivo concorso: oltre alla Vickers, con il suo Type 207, pervennero i progetti realizzati dalla Blackburn Aircraft (il B-3) e dalla Handley Page (l'H.P.46).
Il progetto del Vickers Type 207 venne affidato all'ingegner ed inventore Barnes Wallis, che in epoca successiva avrebbe ideato la struttura geodetica dei bombardieri Wellesley e Wellington e le bouncing bomb impiegate per la prima volta nel corso della seconda guerra mondiale nell'ambito dell'operazione Chastise.
Forte dell'esperienza maturata con la realizzazione di dirigibili, Wallis optò per l'impiego nella struttura del nuovo progetto di leghe leggere che, seppur all'epoca considerate tecnologia complessa da realizzare, garantivano la leggerezza della struttura da realizzare.
Portato per la prima volta in volo l'11 gennaio del 1933, mise in luce prestazioni chiaramente non all'altezza della specifica ministeriale. Avviato, in ogni caso, alle prove valutative, il Type 207 andò distrutto in un incidente occorso il 23 novembre dello stesso anno (dal quale uscirono vivi i due membri dell'equipaggio). La successiva decisione, maturata dall'Air Ministry, di non dare corso alla richiesta M.1/30 determinò il definitivo abbandono del progetto.

## Tecnica
Biplano dalla struttura mista il Type 207 era realizzato facendo largo uso di leghe d'alluminio ed era interamente rivestito in tela.
La fusoliera aveva sezione rettangolare ed ospitava i due membri dell'equipaggio in abitacoli disposta in tandem, con quella del pilota disposta all'altezza del bordo d'entrata alare davanti a quella dell'osservatore, munito di mitragliatrice Vickers brandeggiabile.
I due piani alari erano delle medesime dimensioni e disposti sullo stesso asse; quello superiore era munito di alette Handley-Page e di alettoni. Le due ali erano tra loro collegate mediante una coppia di montanti ed a loro volta rese solidali alla fusoliera mediante tubi metallici, disposti diagonalmente in prossimità degli abitacoli. Il piano alare inferiore aveva un leggero angolo diedro positivo (pari a 2°); questa caratteristica venne trasferita, in un secondo tempo, anche all'ala superiore. I piani di coda erano di tipo classico, monoplano, controventati inferiormente.
Il carrello d'atterraggio era triciclo posteriore, fisso, con gli elementi principali dotati di singola ruota e collegati autonomamente alla fusoliera mediante tre tubi metallici profilati aerodinamicamente; in coda era disposto un ruotino d'appoggio.
Il Type 207 era propulso dal motore V-12 Rolls-Royce Buzzard capace, nella versione IIIMS installata sul velivolo, di erogare la potenza di 825 hp. Raffreddato a liquido mediante un radiatore posto al di sotto della fusoliera, tra le gambe del carrello, azionava un'elica bipala metallica.
L'armamento offensivo consisteva in un siluro (da 1 000 o 2 000 lb, a seconda dei casi) alloggiato sotto la fusoliera; in alternativa potevano essere installate, in rastrelliere sub-alari, quattro bombe da 250 lb ciascuna. In funzione difensiva erano installate due mitragliatrici: una Vickers (alloggiata nella sezione anteriore della fusoliera e sparante, mediante dispositivo di sincronizzazione, attraverso il disco dell'elica) ed una Lewis (brandeggiabile, a disposizione del navigatore).